# Franjo Topić
Franjo Topić (Novi Travnik, 13. ožujka 1953.) hrvatski je teolog, predsjednik HKD Napredak.

## Životopis
Gimnaziju je pohađao u Subotici, za svećenika zaređen je 1976. godine, na Vrhbosanskoj katoličkoj teologiji diplomirao je godinu kasnije 1977. godine. 
Na Sveučilištu Gregorijana u Rimu brani doktorsku tezu L’uomo davanti alla rivelazione di Dio nel pensiero di Hans Urs Von Balthasar 1985. godine.
Od 1985. do 1991. predaje na VKT u Sarajevu: Ekumensku teologiju i Istočno bogoslovlje, a od 1985. do danas predaje Ekleziologiju, Povijest i nauk religija, Povijest i nauk islama, Vjerodostojnost kršćanske objave, Teološku epistemologiju.
Od 1986. do 1996. je tajnik VKT i prefekt studija (slično kao dekan).
Bio je član ekumenskog vijeća Biskupske konferencije Hrvatske i BiH, sada je član više vijeća Biskupske konferencije BiH. Bio je član Komisije BKJ za Međugorje.Bio je član međunarodnog komiteta "Islam u Europi" pri Vijeću biskupskih konferencija Europe /CCEE/ i Konferencija protestantskih Europskih crkava /KEK/ (od 1987. do 2007.). Bio je pročelnik dopisništva Glas Koncila za Vrhbosansku nadbiskupiju (1986-2004).Predsjednik je Paneuropske unije BiH od 1995. – 2010., a od 2009. je i član Predsjedništva Međunarodne Paneuropske unije.
Objavio je na talijanskom doktorat: L`uomo davanti alla rivelazione di Dio nel pensiero di Hans Urs von Balthasar, Herder, Rim 1990. Također je objavio: Svjedok nade, Sarajevo 2004. g., Opstanak bosansko-hercegovačkih Hrvata, Sarajevo 2005., Čovjek pred objavom boga u misli Hansa Ursa von Balthasara, Sarajevo 2006. g. i Prilog teologiji ljudskog napretka, Sarajevo 2008. Urednik je i suurednik nekoliko knjiga. Objavio je više znanstvenih i novinarskih članaka, održao brojna predavanja i tribine i sudjelovao na više simpozija i seminara u zemlji i inozemstvu od Sarajeva i Zagreba do Rima i New Yorka. Surađuje u novinama Glasu Koncila, Stećku, Svjetlu Riječi, te časopisima Vrhbosnensiji, Crkvi u svijetu, Dijalogu i drugima. Više mu je radova objavljeno i u inozemstvu.
Govori talijanski, njemački, i engleski, a služi se latinskim i francuskim jezikom.
1995. god. dodijeljena mu je međunarodna nagrada «Titus Brandsma» od Međunarodne udruge katoličkog tiska /UCIP/.
1995. god. izabran je u Teološko-povijesnu komisiju za proslavu Velikog jubileja 2.000 godina kršćanstva.Imenovan 2010. u međunarodnu vatikansku komisiju za Međugorje.
Dobitnik povelja Srpskog građanskog vijeća,Matice hrvatske,Napretka u Beču,Tuzli,Sportskog društva Napredak.
Član je Upravnog odbora Kantonalnog zavoda za zaštitu kulturnog naslijeđa 2002. – 2006.Odbora za obilježavanje Bleiburške tragedije 1995.
Član Glavnog odbora i tri pododbora za posjeta pape Ivana Pavla II Sarajevu 1997. g.
Član Uredničkog vijeća Katoličkog tjednika do 2006.
Član Znanstvenog vijeća Hrvatskog leksikografskog instituta od 23.2.2004.
Član uredništva časopisa Vrhbosnensia
Predsjednik odbora Vrhbosanske nadbiskupije za Veliki jubilej 2000
Član Odbora za 25 godina mostarskog sveučilišta.
Član Odbora za Papin spomenik u Sarajevu od 2007.
Član Odbora za proslavu 60 godina Sarajevskog sveučilišta 2010.

## Knjige

### Autor
- L'uomo davanti alla rivelazione di Dio nel pansiero di Hans Urs von Balthasar, Herder Editrice, Roma 1990.
- Svjedok nade – kronopis 1994. – 2001., Sarajevo, 2004.
- Opstanak bosanskohercegovačkih Hrvata, HKD Napredak, Sarajevo-Zagreb 2005.
- Čovjek pred Objavom Boga u misli H.U. von Balthasara, Vrhbosanska katolička teologija (VKT), Sarajevo 2006.
- Prilog teologiji ljudskog napretka, VKT, Sarajevo, 2008.
- Teologija povijesti i H.U. von Balthasar, Synopsis i HKD Napredak, 2013.
- Napredak je misija: intervjui 1990. – 2010., Sarajevo: HKD Napredak; Zagreb: Napredak Futura, 2013.
- Vjera i kultura, Katolički bogoslovni fakultet i Glas koncila, 2017.

### Su-urednik
- Teološke teme /Zbornik, uredio/,  Sarajevo 1991.
- Kršćanstvo Srednjovjekovne Bosne /Zbornik, suurednik/,  Sarajevo 1991.
- Vrhbosanska katolička bogoslovija 1890-1990. (Zbornik, suurednik), Sarajevo-Bol 1993
- Stoljeće Vrhbosne 1887-1987, (Zbornik, suurednik), Sarajevo 1996.
- U službi Riječi i Božjeg naroda. Zbornik radova u čast mons. dr. Mati Zovkiću u povodu 70. obljetnice života i 35 godina profesorskog djelovanja, priredili Marko Josipović, Božo Odobašić i Franjo Topić, S VKT 2007